# Dysschema tibesina
Dysschema tibesina là một loài bướm đêm thuộc phân họ Arctiinae, họ Erebidae.